# Atanasio de Alejandría

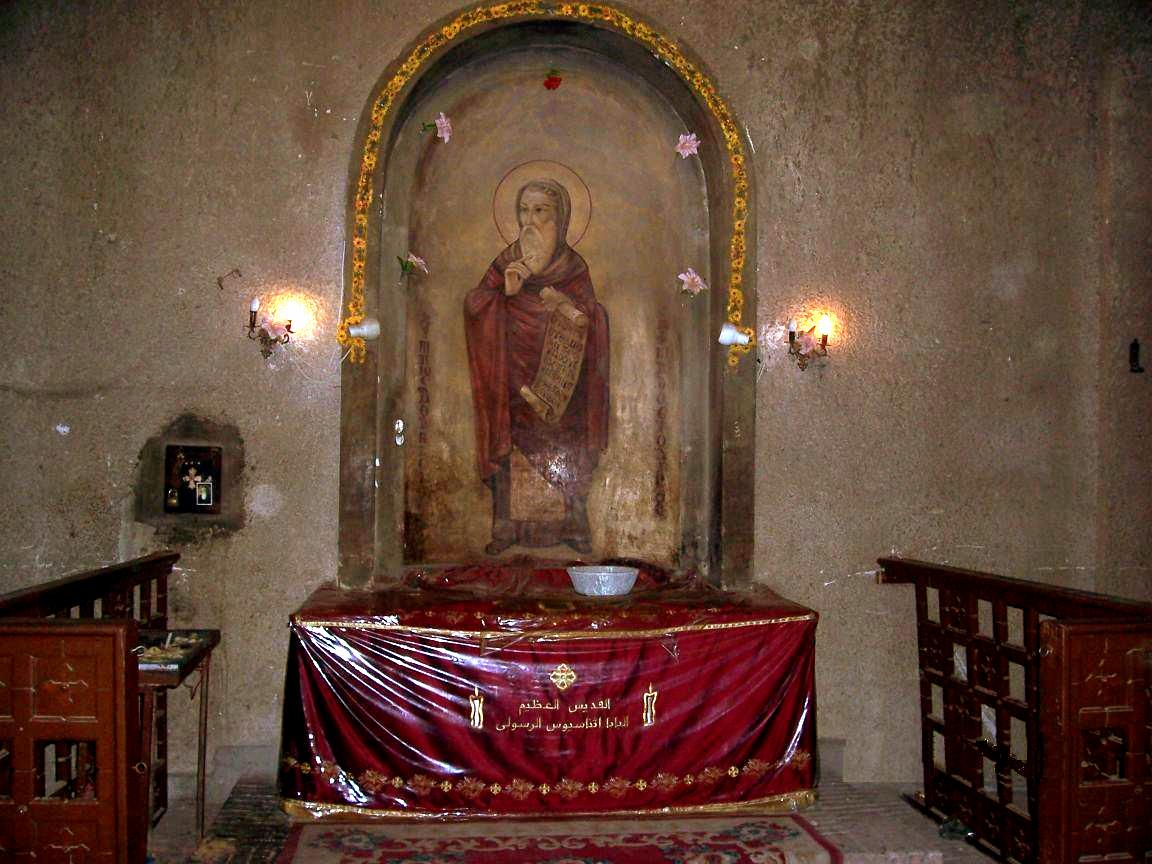
Imagen de san Atanasio en la Catedral de El Cairo.

Atanasio de Alejandría (en griego, Ἀθανάσιος Ἀλεξανδρείας [Athanásios Alexandrías]) fue obispo de Alejandría, nacido alrededor del año 296 y fallecido el 2 de mayo del año 373. Es considerado santo por la Iglesia copta, la Iglesia católica, la Iglesia ortodoxa, la Iglesia luterana y la Iglesia anglicana, además de ser uno de los padres de la Iglesia y unos de los principales doctores de la Iglesia oriental. Atanasio es recordado por haber sido de los mayores defensores de la ortodoxia cristológica proclamada en el concilio de Nicea. Es considerado uno de los Padres del Desierto.

## Vida y actividad religiosa
Nació en el ambiente cosmopolita de Alejandría, donde recibió su formación filosófica y teológica. No se sabe nada de los primeros treinta años de su vida salvo que en el año 320, con veinticuatro años, fue ordenado diácono. Este cargo le permitió acompañar a su obispo, Alejandro de Alejandría, al concilio de Nicea I en 325. Desde esa fecha se convirtió en defensor a ultranza del símbolo niceno, y enemigo acérrimo de los arrianos.
En el año 328, contando con treinta y cinco años, fue elegido obispo de Alejandría, siendo el vigésimo patriarca de Alejandría título que precede al de papa de la Iglesia copta o patriarca de la Iglesia ortodoxa previo al cisma del año 451 (tras el desacuerdo del Concilio de Calcedonia).
En su cargo como obispo de Alejandría, sufrió el acoso de los arrianos, cuando el emperador se dejaba influir por estos. Fue detenido y desterrado hasta cinco veces, en las siguientes fechas:
- 335-337, a Tréveris, bajo Constantino I;
- 339-345, a Roma,[1] bajo Constancio II;
- 356-361, al desierto egipcio, bajo Constancio II;
- 362-363, bajo Juliano el Apóstata;
- 365, bajo Valente.

Entre sus prioridades destacó la evangelización del sur de Egipto, donde designó como primer obispo de Filé al antiguo inspector de tropas Macedonio, extendiendo su actividad fuera de las fronteras egipcias, hasta Etiopía, donde nombró a Frumencio, obispo de Axum.
De su etapa de destierro entre los monjes del desierto egipcio, adquirió un gran interés por el monacato, influyendo en el acceso de los monjes al sacerdocio, y convirtiéndose en biógrafo de Antonio Abad, de quien escribió la Vida de Antonio.
En su lucha contra las herejías de su tiempo usó, según diversas fuentes, métodos discutibles: El obispo Arsenio, seguidor del melecianismo, murió quemado vivo por orden suya; y fue acusado de asesinato en el concilio de Tiro en 335. Según Chapman, "Atanasio (...) se las ingenió para descubrir el paradero de Arsenio. Constantino, en consecuencia, le escribió una carta al patriarca declarándolo inocente." Llegó a falsificar una carta de Constantino a la muerte de este, supuestamente dirigida a este mismo concilio, donde se decía que había que condenar a muerte a quien tuviera en su poder escritos de Arrio (¿referencia?). El historiador pagano Amiano acusó a Atanasio de haberse entregado a persecuciones impropias de su carácter de sacerdote.
Atanasio participó en algunos de los Concilios de Alejandría.

## Obras
En literatura copta, Atanasio es el primer patriarca de Alejandría que utiliza la Copta además del griego en sus escritos.

### Obras polémicas y teológicas
Atanasio no fue un teólogo especulativo. Como afirma en sus Primeras cartas a Serapión, se aferró a "la tradición, la enseñanza y la fe proclamadas por los apóstoles y custodiadas por los padres"  Sostuvo que tanto el Hijo de Dios como el Espíritu Santo son consustancial con el Padre, lo que tuvo gran influencia en el desarrollo de doctrinas posteriores relativas a la Trinidad. La "Carta sobre los Decretos del Concilio de Nicea" (De Decretis) de Atanasio es un importante relato histórico y teológico de las actas de dicho concilio.
Ejemplos de escritos polémicos de Atanasio contra sus oponentes teológicos incluyen Oraciones contra los arrianos, su defensa de la divinidad del Espíritu Santo (Cartas a Serapión en los años 360, y Sobre el Espíritu Santo), contra el Macedonianismo y Sobre la Encarnación.  Atanasio también fue autor de una obra en dos partes, Contra los paganos y La encarnación del Verbo de Dios. Terminada probablemente al principio de su vida, antes de la controversia arriana, constituyen la primera obra clásica de teología ortodoxa desarrollada. En la primera parte, Atanasio ataca varias prácticas y creencias paganas. La segunda parte presenta enseñanzas sobre la redención. También en estos libros, Atanasio propuso la creencia, haciendo referencia a Juan 1:1-4, de que el Hijo de Dios, el Verbo eterno (Logos) a través del cual Dios creó el mundo, entró en ese mundo en forma humana para reconducir a los hombres a la armonía de la que antes se habían alejado.
Otras de sus obras importantes son sus Cartas a Serapión, en las que defiende la divinidad del Espíritu Santo. En una carta a Epicteto de Corinto, Atanasio anticipa futuras controversias en su defensa de la humanidad de Cristo. En una carta dirigida al monje Draconcio, Atanasio le insta a abandonar el desierto para dedicarse a los deberes más activos de un obispo. Atanasio también escribió varias obras de Exégesis bíblica, principalmente sobre materiales del Antiguo Testamento. La más importante de ellas es su Epístola a Marcelino (PG 27:12-45) sobre cómo incorporar la recitación de salmos a la práctica espiritual. Se conservan extractos de sus discusiones sobre el Libro del Génesis, el Cantar de Salomón y los Salmos.
Quizá su carta más notable sea su Carta Festal, escrita a su Iglesia de Alejandría cuando se encontraba en el exilio, ya que no podía estar en su presencia. Esta carta muestra claramente su postura de que aceptar a Jesús como el Divino Hijo de Dios no es opcional, sino necesario: 
Sé además que no sólo esto os entristece, sino también el hecho de que mientras otros han obtenido las iglesias por la violencia, vosotros entretanto sois expulsados de vuestros lugares. Porque ellos tienen los lugares, pero vosotros la Fe Apostólica. Ellos están, es verdad, en los lugares, pero fuera de la verdadera Fe; mientras que vosotros estáis fuera de los lugares en verdad, pero la Fe, dentro de vosotros. Consideremos si es mayor, el lugar o la Fe. Claramente la verdadera Fe. ¿Quién entonces ha perdido más, o quién posee más? ¿El que posee el lugar, o el que posee la Fe?

### Obras biográficas y ascéticas
Su biografía de Antonio el Grande titulada Vida de Antonio  (Βίος καὶ Πολιτεία Πατρὸς Ἀντωνίου, Vita Antonii) se convirtió en su obra más leída. Traducida a varios idiomas, se convirtió en una especie de best seller en su época y desempeñó un papel importante en la difusión del ideal ascético en el cristianismo oriental y occidental. Describe a Antonio como un hombre analfabeto pero santo que realiza continuamente ejercicios espirituales en el desierto egipcio y lucha contra poderes demoníacos. Más tarde sirvió de inspiración al monástica cristiano tanto en Oriente como en Occidente. Entre las obras de Athanasius sobre ascetismo también se incluyen un Discurso sobre la virginidad, una breve obra sobre El amor y el autocontrol, y un tratado Sobre la enfermedad y la salud (del que sólo se conservan fragmentos).

### Fragmentos de su obra
El Hijo no fue engendrado como se engendra un hombre de otro hombre, de forma que la existencia del padre es anterior a la del hijo. El hijo es vástago de Dios, y siendo Hijo del Dios que existe eternamente, él mismo es eterno. Es propio del hombre, a causa de la imperfección de su naturaleza, engendrar en el tiempo: pero Dios engendra eternamente, porque su naturaleza es perfecta desde siempre.
Oraciones contra los arrianos, I, 14.

Dios existe desde la eternidad: y si el Padre existe desde la eternidad, también existe desde la eternidad lo que es su resplandor, es decir, su Verbo. Además, Dios, «el que es» (ὁ ὤν), tiene de sí mismo el que es su Verbo: el Verbo no es algo que antes no existía y luego vino a la existencia, ni hubo un tiempo en que el Padre estuviera sin Logos (ciencia) (ἄλογος). La audacia dirigida contra el Hijo llega a tocar con su blasfemia al mismo Padre, ya que lo concibe sin Sabiduría, sin Logos, sin Hijo...
Oraciones contra los arrianos, I, 25-26).

### Obras mal atribuidas
Hay varias otras obras atribuidas a él, aunque no necesariamente generalmente aceptadas como suyas. Estas incluyen el llamado Credo de Atanasio (que hoy en día se considera generalmente como de origen gallego del siglo V), y un completo Exposiciones sobre los Salmos.

## Repercusión
La labor de Atanasio, tanto en el I Concilio de Nicea como en toda su lucha contra el arrianismo, fue de gran importancia, con repercusiones que incluso llegan a la actualidad. A los pocos años de fallecer Atanasio, el emperador Teodosio I tomó la decisión de hacer del cristianismo niceno el único credo cristiano válido en todo el Imperio, mediante el Edicto de Tesalónica de 380.

## Respeto

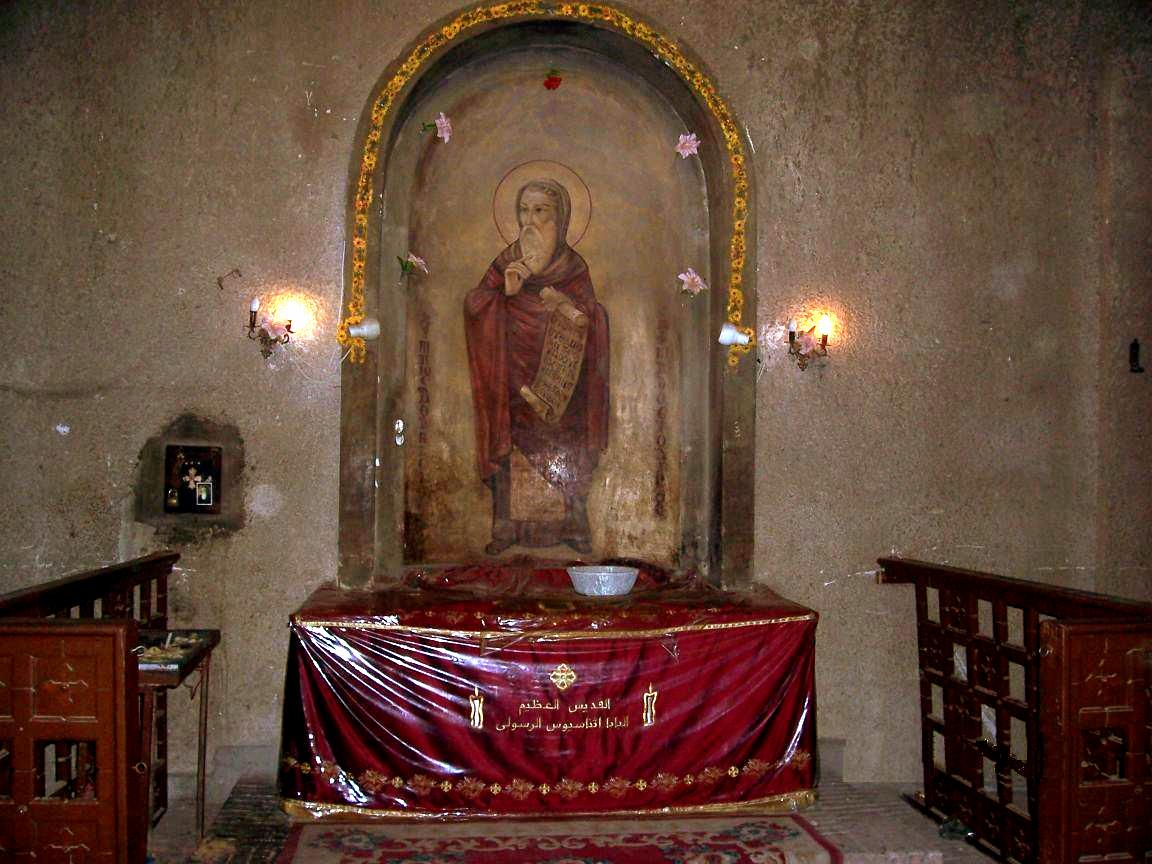
Cofre con las reliquias de San Atanasio en la Catedral de San Marcos, El Cairo

En la Iglesia ortodoxa, el 18 de enero es el día conmemorativo del obispo Atanasio y el obispo Kyrillos de Alejandría. El 2 de mayo, se celebra el traslado de los restos de Atanasio.
En la Iglesia Católica, Atanasio es reverenciado como un santo (confesor) y Doctor de la Iglesia. Se le reza cuando hay problemas con dolor de muelas. El Día Conmemorativo de Atanasio es el 2 de mayo. Esta es memoria obligatoria.
Su día conmemorativo es también el 2 de mayo en la Iglesia Anglicana. En este día, también se le conmemora en la iglesia luterana.
Atanasio es también un santo en la Iglesia copta. Sus restos mortales están en la Catedral de Marcos de la Iglesia Copta en El Cairo.